# Provincia de Antique
Antique (en antiqueño: Hamtik) es una provincia de la región de Bisayas Occidentales de Filipinas. Su capital es San José.

## Historia
Hamtic (en antiqueño: Hamtik) era uno de los distritos de la isla de Panay antes la llegada de los españoles. El nombre se deriva de las hormigas rojas grandes, Oecophylla smaragdina, que se encuentra en el área que se llaman hamtik. Se apuntó por unos cronistas españoles como Hantique. Con el tiempo, se quitó la h del nombre y ya se escribe Antique.

## División administrativa
Antique está compuesta por 18 localidades:
| - Anini-y - Barbaza - Belison - Bugasong - Caluya - Culasi - Hamtic - Laua-an - Libertad | - Pandan - Patnongon - San José de Buenavista - San Remigio - Sebaste - Sibalom - Tibiao - Tobias Fornier - Valderrama |